# Albert Järvinen
Pekka "Albert" Johannes Järvinen, född 25 oktober 1950 i Itis, Finland, död 24 mars 1991 i London, Storbritannien var en finländsk gitarrist som är mest känd för att ha spelat i bandet Hurriganes. Han anses vara en av Finlands bästa gitarrister.